# Friedmantal
Et Friedmantal er et tal, der kan skrives som et regnestykke, der alene benytter tallets egne cifre, og +, -, *, / og ^ og sammensætning af cifre. F.eks. er 25 og 126 Friedmantal, da 25=5^2 og 126=21*6. Om et tal er et Friedmantal afhænger af hvilket talsystem man bruger. De første Friedmantal i titalssystemet er:
25, 121, 125, 126, 127, 128, 153, 216, 289, 343, 347, 625, 688, 736, 1022, 1024, 1206, 1255, 1260, 1285, 1296, 1395, 1435, 1503, 1530, 1792, 1827, 2048, 2187, 2349, 2500, 2501, 2502, 2503, 2504, 2505, 2506, 2507, 2508, 2509, 2592, 2737, 2916, 3125, 3159, 3375
Regnestykker må ikke være en triviel lighed, dvs. det kan ikke bare være 24=24. Tallene må heller ikke starte med 0'er, da dette ville skabe en masse trivielle Friedmantal. Man kunne f.eks. skrive: 024=20+4.
Man kan finde vilkårligt mange på hinanden følgende tal, der alle er Friedmantal: Tallene fra 25*102n til 25*102n+(10n-1) er 10n på hinanden følgende Friedmantal. F.eks. kan 2507 skrives som 50²+7. Dette kunne tyde på at en stor del af alle tal er Friedmantal, men der findes dog vilkårligt store tal der ikke er Friedmantal. F.eks. er ingen tierpotenser Friedmantal. Erich Friedman, som tallene er opkaldt efter, formoder at næsten alle tal er Friedmantal, dvs. hvis man lader F(n) være antallet af Friedmantal, mindre end eller lig n, så vil grænseværdien for F(n)/n når n går mod uendligt være 1. Det er dog kun blevet bevist at at denne grænseværdi er større end 0.000011196. 

## Ekstern henvisning
- Erich Friedman's side om Friedmantal Arkiveret 19. august 2007 hos  Wayback Machine